# Danza dels Pastorets del Corpus Christi de Valencia
La danza dels Pastorets, es una de las componentes del grupo de les Dansetes, nombre con el que se conocen a las danzas interpretadas por niños, que se realiza dentro de los actos de la festividad del Corpus Christi de la ciudad de Valencia.
La mayoría de estas dansetes o bailes infantiles datan de las décadas centrales del siglo XIX, si atendemos a sus características musicales, recordando muchas polcas originarias del centro de Europa. Esta danza, como el resto de danzas infantiles participan en la Cabalgata del Convite.
Este baile al igual que el dels Llauradors y el dels Arquets, constituyen las tres danzas que representarían el bucolismo romántico, la añoranza de la naturaleza y la reivindicación del medio rural. Son danzas de tipo ornamental que presentan figuras coreográficas mucho más sencillas que otras danzas.

## Historia
Estas danzas no se interpretaron de forma continuada en los festejos del Corpus de Valencia, ya que éstos han tenido bastantes altibajos y cambios a lo largo de los más de seis siglos de historia. A los problemas organizativos se unieron ya entrado el siglo XIX problemas de conceptualización de la fiesta y su forma de vivirse, lo cual hizo que muchas de las danzas, las infantiles incluidas, dejaran de llevarse a cabo.
Pese a lo arraigado que está este baile en los actos del Corpus de Valencia, un estudio más profundo de la música que se emplea en el mismo, permite demostrar su relativa modernidad, ya que se dataría en el siglo XIX, pese a que puede tener precedentes anteriores. De hecho, la primera partitura que se dispone de esta música es de la época en la que recopiló las danzas el padre Baixauli, curiosamente la partitura de la danza dels Cavallets es la que se utiliza en el baile actual dels Pastorets.
Esta confusión de melodías se debe a los problemas que se tuvieron en el proceso de la recuperación de las danzas en la festividad del Corpus a partir de 1977, Un hecho que llamó la atención al hacer este esfuerzo de recuperación de las danzas fue el comprobar que había habido un cambio en las melodías de las danzas. Así, por ejemplo, la melodía propia de la danza “dels cavallets” (según versión que Joan Blasco había aprendido de su maestro) era diferente de la que aparecía en la documentación con la que se contaba (fundamentalmente la recopilación llevada a cabo a principios del siglo XX por el fraile Mariano Baixauli) como melodía utilizada a mediados del mismo siglo. La melodía de la danza “dels cavallets” era igual a la que anteriormente se utilizaba como melodía en la Danza “dels pastorets”. Así, se decidió tomar la melodía que según Baixauli era la típica de la danza “dels cavallets” y utilizarla para la danza “dels pastorets”, danza de la que, al menos Joan Blasco, no tenía idea de qué melodía tenía.

## Descripción de la danza
Es una danza interpretada por ocho niños, ataviados con trajes de pastores con un garrote en la mano.
- Música de la danza dels Pastorets interpretada por los hermanos Llorca

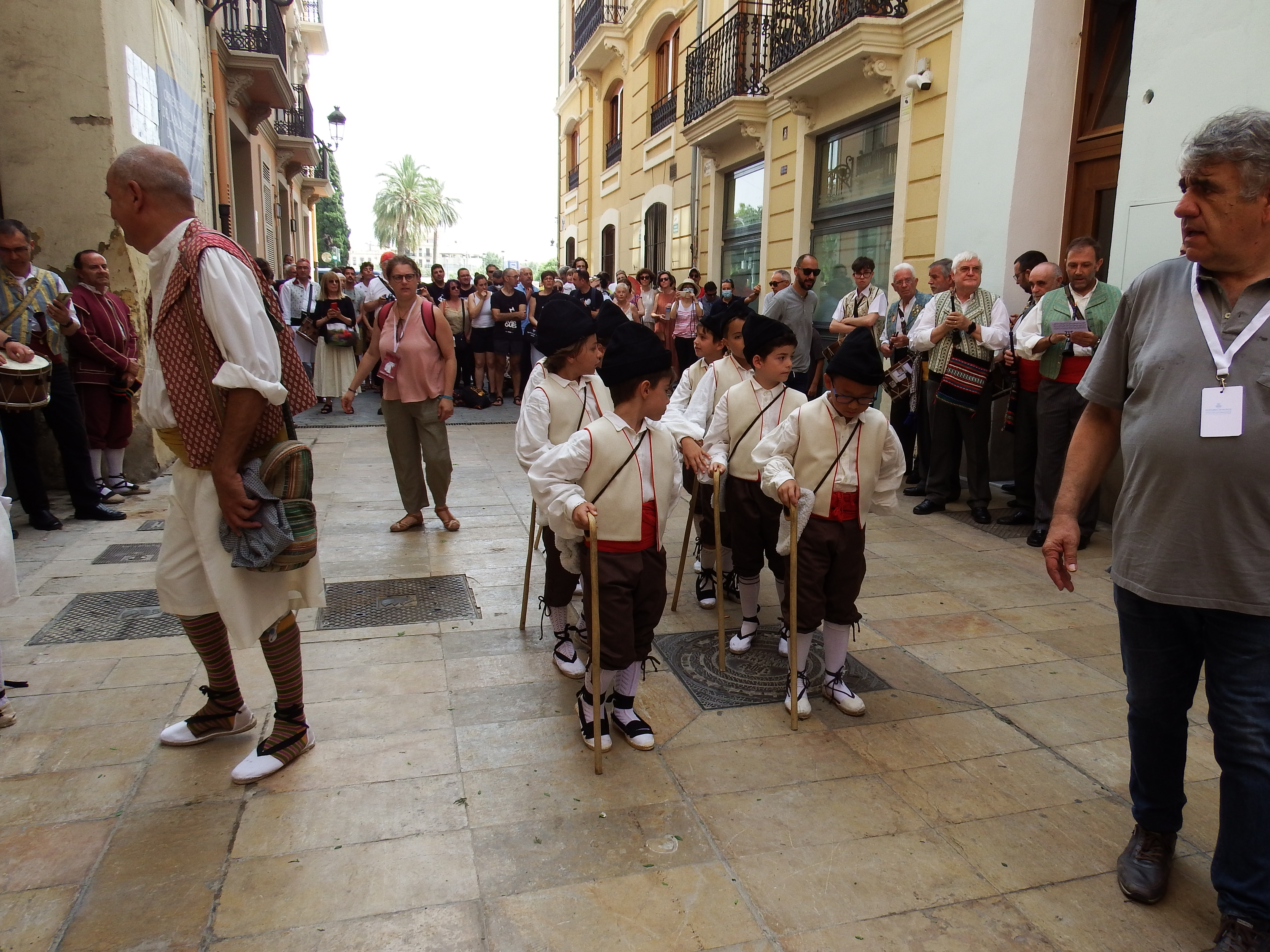
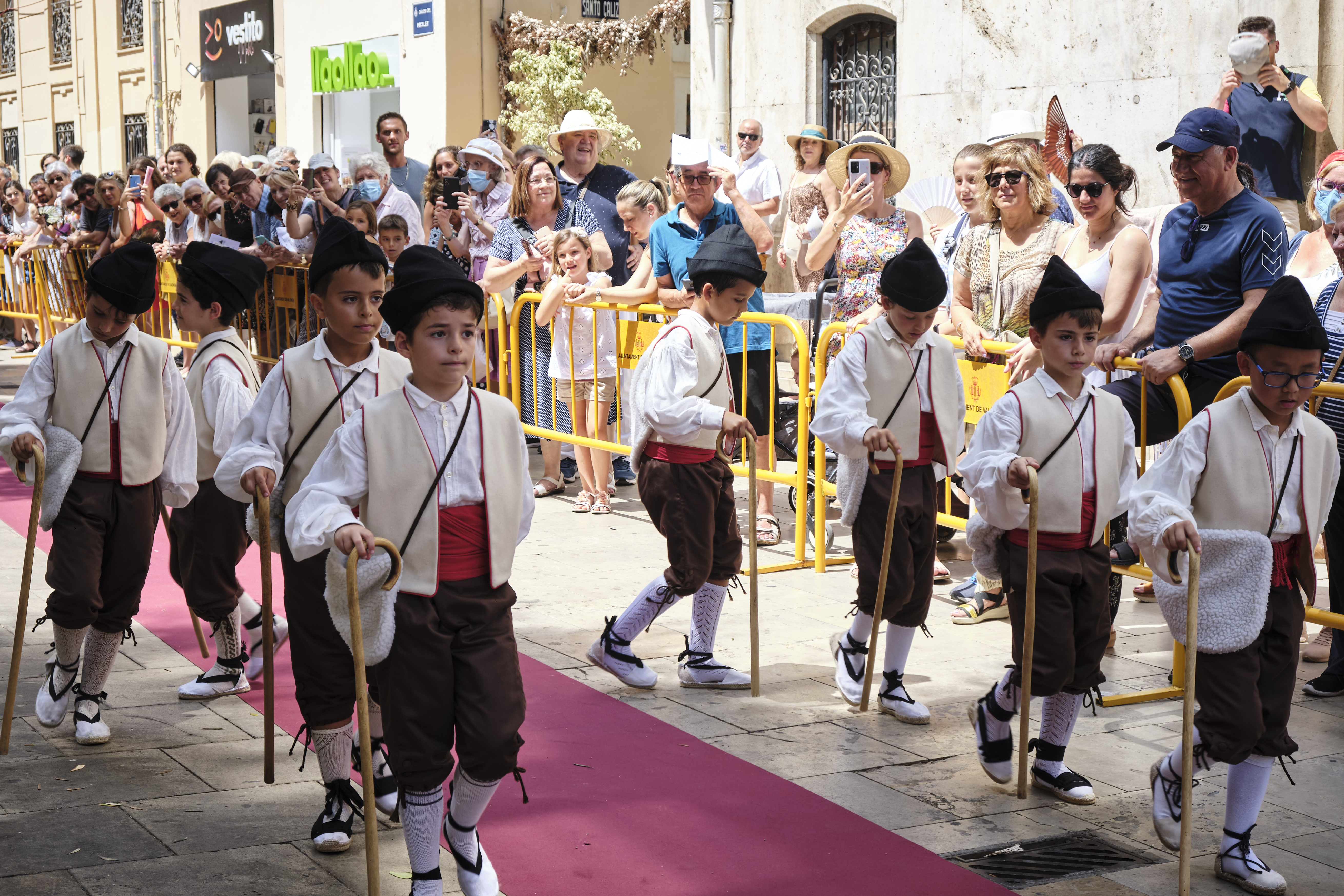
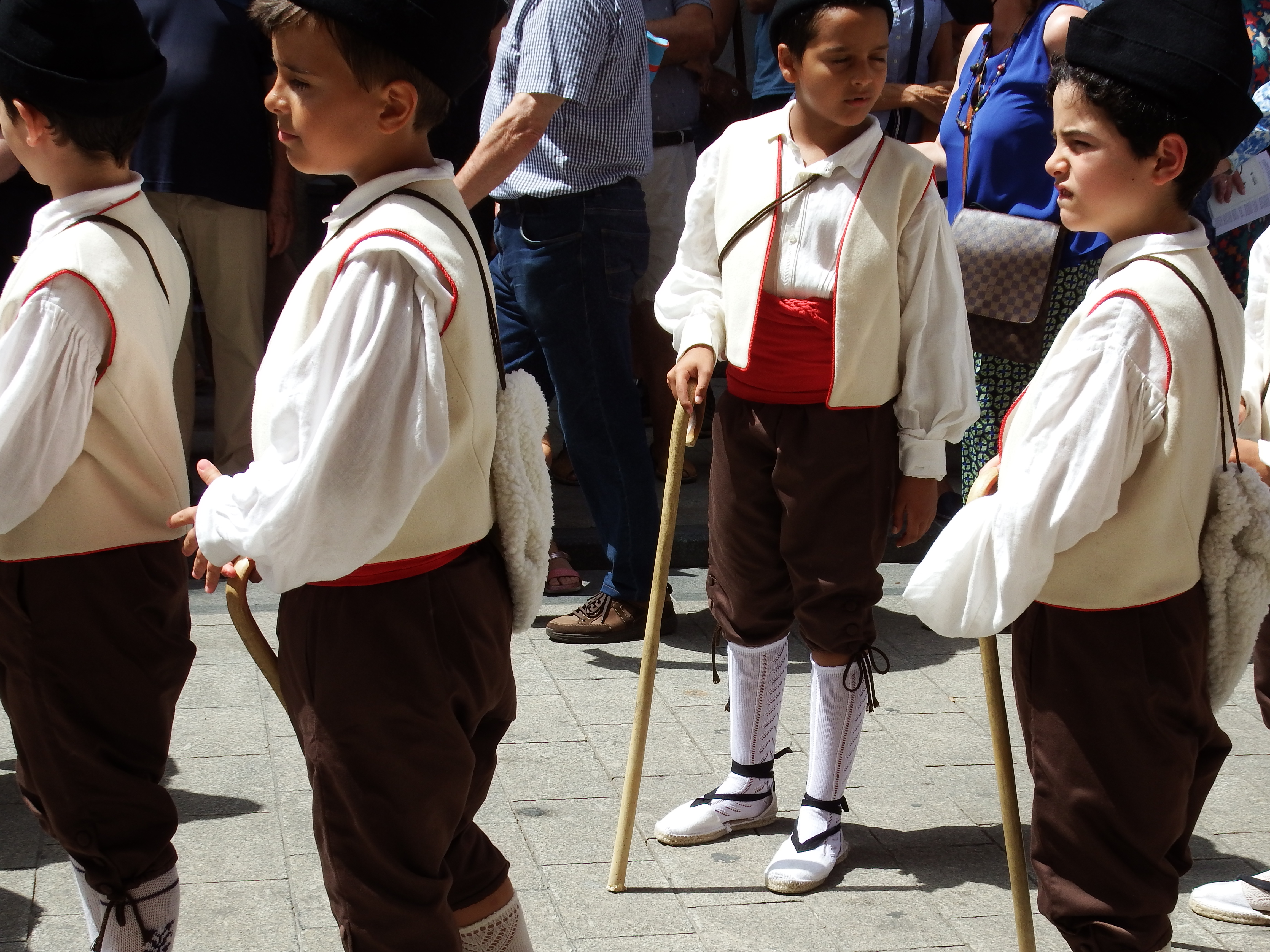
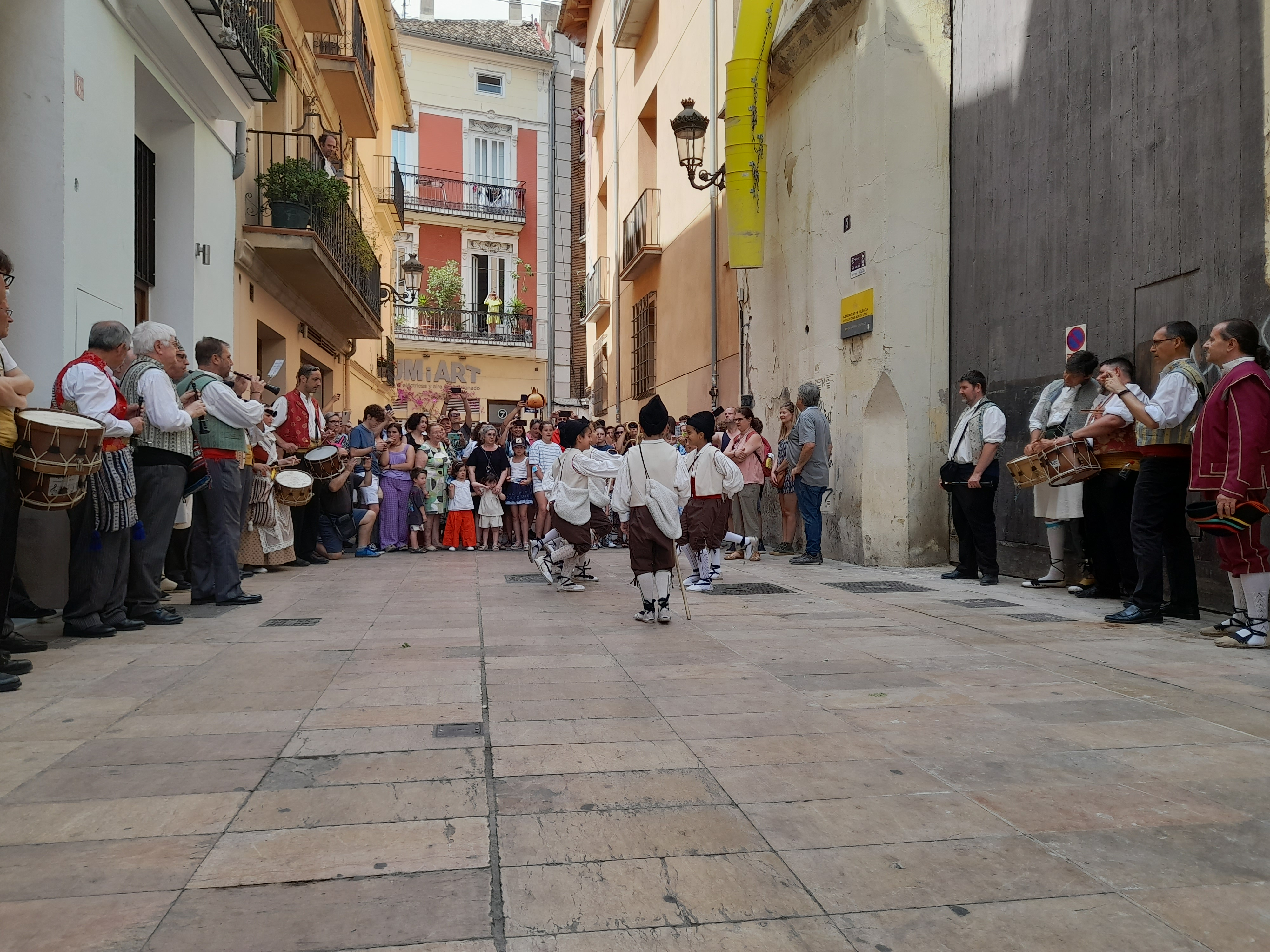

Cuando se recuperó la danza del olvido en el año 1977, se estructuró en siete figuras diferentes. Tres para ejecutar en filas, tres más con las mismas formas de golpear garrotes, pero en corro, y una final de cordón también en corro. Cada figura va separada de la siguiente por una parte inicial ejecutada en el sitio y otra parte de conclusión evolucionando por separado los componentes de cada una de las filas, describiendo una especie de enroscado para volver al sitio ya la posición inicial.
Los primeros intérpretes de esta nueva versión de la danza de los pastorcillos también fueron alumnos del Colegio Público Juan Esteve Muñoz de Albal, y las ropas y complemento de los danzantes los aportaron gratuitamente los padres de los mismos danzantes, fenómeno muy repetido en el primer año de recuperación de las danzas por la falta de apoyo económico y la falta de tiempo de que se dispuso para la organización de los actos.